# 双藻田古墓群
双藻田古墓群，位于中国广西壮族自治区全州县绍水公社塘口大队和兴安县界首公社滩头村，为一个省级文物保护单位，类型为古墓群，为第二批广西壮族自治区文物保护单位，公布时间为1981年8月25日。
双藻田古墓群的历史年代为汉～晋。